# أزينكورت
أزينكور (بالفرنسية: Azincourt)‏ هي بلدية فرنسية تقع في إقليم باد كاليه من منطقة نور با دو كاليه في شمال فرنسا. تبلغ مساحة هذه المدينة 8.46 (كم²)، وترتفع عن سطح البحر م، يبلغ عدد سكانها نسمة حسب إحصاء المعهد الوطني للإحصاء والدراسات الاقتصادية سنة 2009 م. وترأس Bernard Boulet البلدية خلال فترة (2001–).